# Pero clana
Pero clana là một loài bướm đêm trong họ Geometridae.